# Светловский городской округ
Све́тловский городско́й о́круг — муниципальное образование (городской округ) в составе Калининградской области, образованное в границах административно-территориальной единицы город областного значения Све́тлый.
Административный центр — город Светлый.

## География
Светловский городской округ находится на юге Самбийского полуострова. Площадь округа составляет 8023 га, из них сельскохозяйственные угодья занимают 2504 га, водоёмы — 171 га, лесной фонд — 3166 га. По территории проходит автомобильная дорога Калининград—Балтийск.

## История
Современный Светловский городской округ полностью расположен на части территории одной из исторических областей древней Пруссии именем Самбия.
9 октября 1997 года постановлением Калининградской областной думы № 71 образовано муниципальное образование «Светловский городской округ», в которое вошли город областного подчинения Светлый и населённые пункты подчинённые администрации.
11 октября 2004 года на основании закона Калининградской области от 30.09.2004 муниципальное образование «Светловский городской округ» наделено статусом городского округа.

### Становление православия на территории Светловского городского округа
Составляющей частью современной истории Светловского городского округа стало появление на его территории православных приходов.
Первый православный приход в городе Светлом был зарегистрирован в 1989 году и к 1993 году был построен первый православный храм в Калининградской области в традиции древнерусского зодчества.
В 1999 году были зарегистрированы Ильинский приход во Взморье и Варваринский приход в Светлом, в 2005 году — Ксеньевский приход в Люблино, в 2013 началось строительство Александровской церкви в посёлке Комсомольском. В настоящее время в Светловском городском округе действует 5 приходов включающих 6 полноценных православных храма.

## Население
| 2002    | 2007    | 2008    | 2009    | 2010    | 2011    | 2012    | 2013    | 2014    |
| ------- | ------- | ------- | ------- | ------- | ------- | ------- | ------- | ------- |
| 28 028  | ↗28 611 | ↗28 797 | ↗29 042 | ↘27 622 | ↗27 661 | ↗28 029 | ↗28 266 | ↗28 563 |
| 2015    | 2016    | 2017    | 2018    | 2019    | 2020    | 2021    | 2023    | 2024    |
| ↗28 746 | ↗28 918 | ↗29 049 | ↘28 817 | ↘28 614 | ↗28 617 | ↘27 606 | ↘27 592 | ↘27 486 |

### Урбанизация
В городских условиях (город Светлый) проживают 76,6 % населения района.

### Национальный состав
По итогам переписи населения 2020 года проживали следующие национальности (национальности менее 0,1 % и другое, см. в сноске к строке «Другие»):
| Национальность | Численность, чел. | Доля     |
| -------------- | ----------------- | -------- |
| Русские        | 24 510            | 88,79 %  |
| Белорусы       | 567               | 2,05 %   |
| Украинцы       | 279               | 1,01 %   |
| Узбеки         | 118               | 0,43 %   |
| Литовцы        | 85                | 0,31 %   |
| Немцы          | 70                | 0,25 %   |
| Армяне         | 66                | 0,24 %   |
| Татары         | 63                | 0,23 %   |
| Азербайджанцы  | 39                | 0,14 %   |
| Поляки         | 35                | 0,13 %   |
| Другие         | 1774              | 6,42 %   |
| Итого          | 27 606            | 100,00 % |

## Состав округа
В состав округа входят:
| №  | Населённый пункт | Тип населённого пункта        | Население |
| -- | ---------------- | ----------------------------- | --------- |
| 1  | Боброво          | посёлок                       | ↘20       |
| 2  | Весёловка        | посёлок                       | ↗149      |
| 3  | Взморье          | посёлок                       | ↘1883     |
| 4  | Волочаевское     | посёлок                       | ↗1582     |
| 5  | Ижевское         | посёлок                       | ↗287      |
| 6  | Кремнево         | посёлок                       | ↘88       |
| 7  | Люблино          | посёлок                       | ↘1606     |
| 8  | Песчаное         | посёлок                       | ↘17       |
| 9  | Светлый          | город, административный центр | ↘21 054   |
| 10 | Черепаново       | посёлок                       | ↗577      |
| 11 | Шиповка          | посёлок                       | ↘38       |

## Экономика
Благодаря выгодному географическому положению на морском заливе и вблизи Калининграда, имеет высокие темпы экономического развития. Экономический рост обеспечивают новые крупные объекты. Это нефтетерминал компании «Лукойл-Калининградморнефть» (в Ижевском), завод по производству металлоконструкций ООО «Кливер», Светловская производственная компания, занимающаяся переработкой судового лома, разгрузкой судов, портовыми услугами и судоремонтом. Южнее посёлка Волочаевское строится крупнейший в стране производственный комплекс, «Содружество СОЯ», который будет производить растительное масло и другие продукты из сои.

## Достопримечательности
- Православный храм Благовещения Пресвятой Богородицы в Светлом.

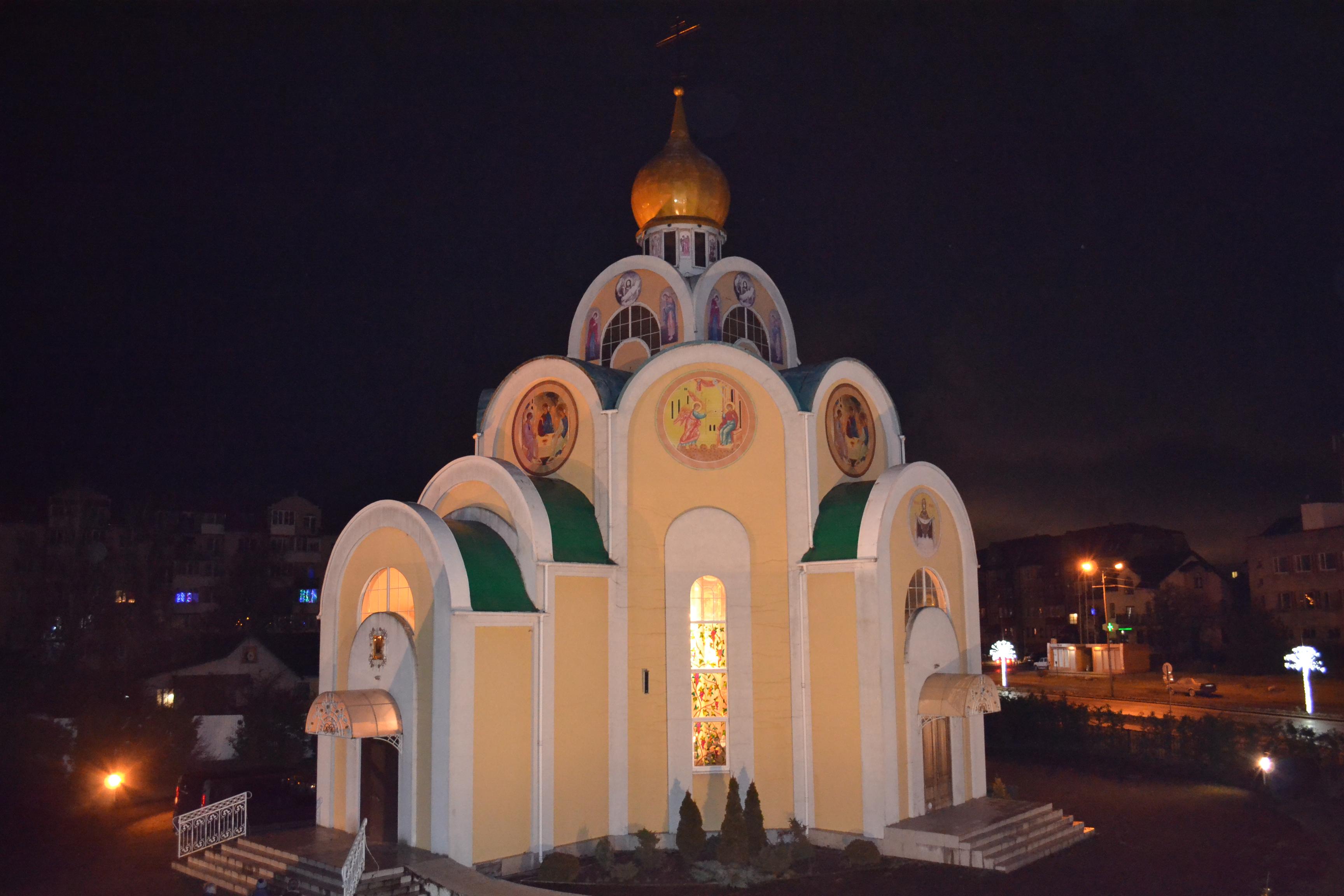
Храм во имя Святой Варвары на перекрёстке улиц Калининградской и Горького

- Храм во имя Святой Варвары на перекрёстке улиц Калининградской и ГорькогоПравославный храм во имя Святой Варвары в Светлом.
- Православный Храм во имя Илии пророка в посёлке Взморье.
- Католический костёл Святых апостолов Петра и Павла в Светлом.
- Братская могила советских воинов, погибших в апреле 1945 года в посёлке Взморье (1950 года постройки)
- Братская могила советских воинов, погибших в январе 1945 года в посёлке Люблино (1948 года постройки).
- Братская могила советских воинов, погибших в марте 1945 года в посёлке Черепаново (1948 года постройки).
- Памятник погибшим в годы Первой мировой войны 1914—1918 годов в посёлке Взморье.
- Памятник В. И. Ленину в Светлом (1973).
- Памятный знак на месте гибели Героя Советского Союза гвардии старшего лейтенанта А. А. Космодемьянского (1975).